# شعب هيدور (المخادر)

تعديل مصدري - تعديل

شعب هيدور محلة تابعة لقرية الملحى، التابعة لعزلة السحول بمديرية المخادر إحدى مديريات محافظة إب في الجمهورية اليمنية، بلغ تعداد سكانها 102 حسب تعداد اليمن لعام 2004.